# Річард Брендрам
Річард Кемпбелл Брендрам (англ. Richard Campbell Andrew Brandram; 5 серпня 1911, Бексгілл-он-Сі — 5 квітня 1994, Лондон) — британський військовий. Він був сином Річарда Ендрю Брендрама та Мод Кемпбелл Блейкеран. Він одружився в 1947 році в Афінах з принцесою Катериною Грецькою (1913—2007). У 1948 році народився син Павло.